# Legend of the Guardians: The Owls of Ga´hoole (videojuego)
Ga´hoole: La Leyenda de los Guardianes es un videojuego desarrollado por Warner Bros. Games y publicado el 14 de septiembre del 2010. Se basa en la película del mismo nombre, e incluye algunos elementos de los libros. El juego está disponible para PlayStation 3, Wii y Xbox 360 y también para Nintendo DS. Fue desarrollado por Krome Studios, excepto la versión para Nintendo DS que fue desarrollado por Tantalus Media. Todas las versiones fueron publicadas por Warner Bros. Interactive Entertainment.

## Análisis
El juego es de combate aéreo. El jugador bloquea a búhos enemigo o estructuras, y el jugador tiene la opción de atacar. Si el jugador opta por hacerlo, el búho controlado por el jugador puede "irse acercando paulatinamente a su enemigo y golpearlo". También existen partes donde el jugador tiene que navegar a través de puertas en una cantidad específica de tiempo.

## Recepción
En gran medida recibió críticas mixtas y media. De acuerdo con Metacritic, la versión de la Xbox 360  tiene una calificación promedio de 66 crítica basada en 7 comentarios. Aunque reconoce su modo de juego y otros elementos como encomiable, la mayoría de los críticos señalaron en vez que el juego corto y el valor de reproducción como una de las principales tramas. Gamespot dio la Xbox 360 y PlayStation 3 versiones de una clasificación de 06.10 Game Informer le otorgó 7,25 sobre 10 y dijo: "Aunque limitado en alcance y complejidad, el juego se hace todo lo que se propone hacer y sigue siendo un desvío de diversión familiar en todo"
.

## Banda sonora
La banda sonora original de Legend of the guardians el videojuego fue compuesta por Winifred Phillips y producida por Winnie Waldron. La banda sonora fue lanzado en iTunes por WaterTower Música, una división de Warner Bros. Entertainment. La segunda pista en el álbum, "With Hearts Sublime", es un ganador de la Música 2010 en el Hollywood Media Award en la categoría "Mejor Canción Original: Video Game".
| Soundtrack of Legend of the Guardians: The Owls of Ga'Hoole |                         |          |  |
| N.º                                                         | Título                  | Duración |  |
| 1.                                                          | «Into the Blackness»    | 3:17     |  |
| 2.                                                          | «With Hearts Sublime»   | 2:18     |  |
| 3.                                                          | «Eyes in the Night»     | 2:22     |  |
| 4.                                                          | «The Gathering»         | 2:43     |  |
| 5.                                                          | «Take Flight»           | 2:35     |  |
| 6.                                                          | «Attack At Dawn»        | 2:11     |  |
| 7.                                                          | «Deadly Plan»           | 3:12     |  |
| 8.                                                          | «Nightmare»             | 4:26     |  |
| 9.                                                          | «The Shape of the Wind» | 2:58     |  |
| 10.                                                         | «Wild Fire»             | 2:10     |  |
| 11.                                                         | «Legends»               | 2:53     |  |
| 12.                                                         | «Devil's Triangle»      | 3:23     |  |
| 13.                                                         | «The Seekers»           | 4:24     |  |
| 14.                                                         | «To Right All Wrongs»   | 2:35     |  |
| 15.                                                         | «The Fallen»            | 3:49     |  |
| 16.                                                         | «The Siege»             | 2:39     |  |
| 17.                                                         | «The Guardians»         | 5:11     |  |